# Opius unitus
Opius unitus är en stekelart som beskrevs av Fischer 1963. Opius unitus ingår i släktet Opius och familjen bracksteklar. Inga underarter finns listade i Catalogue of Life.